# Xã Prospect, Quận Butler, Kansas
Xã Prospect (tiếng Anh: Prospect Township) là một xã thuộc quận Butler, tiểu bang Kansas, Hoa Kỳ. Năm 2010, dân số của xã này là 2.429 người.